# Liste des chapitres de Prison School
Cet article est un complément de l'article sur le manga Prison School d'Akira Hiramoto. Il contient la liste des volumes du manga et leurs chapitres.

## Parution
Prison School débute le 7 février 2011 dans le Weekly Young Magazine et prend fin le 25 décembre 2017. La série est publiée par Kōdansha en un total de 28 volumes reliés sortis entre le 6 juin 2011 et le 6 avril 2018. La version française est publiée par Soleil Manga depuis le 16 juillet 2014. Le tirage total de la série s'élève à plus de 13 millions d'exemplaires en mars 2018.
Une série d'histoires dérivées intitulée Anime kangoku gakuen o tsukutta otoko-tachi (アニメ監獄学園を創った男たち) dessinée par Hanamura (ハナムラ) et présentant les coulisses de la création de l'anime Prison School commence sa parution dans le Weekly Young Magazine en 2015 et se termine dans le Young Magazine Third en 2016, puis est publié au Japon en version numérique le 4 mars 2016  (ISBN 978-4-06-382749-1).
Une série dérivée humoristique intitulée Les dessous de Meiko (副会長ガンバル, Fukukaichō ganbaru) scénarisée et dessinée par ReDrop est prépubliée dans le magazine Young Magazine the 3rd entre le 6 août 2016 et 2017, puis éditée par Kōdansha en un volume sorti au Japon le 6 novembre 2017  (ISBN 978-4-06-510442-2) et en France le 14 août 2019  (ISBN 978-2-302-07674-7).

## Liste des volumes
| no | Japonais        | Japonais          | Français          | Français          |
| no | Date de sortie  | ISBN              | Date de sortie    | ISBN              |
| --- | --------------- | ----------------- | ----------------- | ----------------- |
| 1 | 6 juin 2011     | 978-4-06-382043-0 | 16 juillet 2014   | 978-2-302-04096-0 |
| Liste des chapitres : - Chapitre 1 : Cinq mecs (5人の男子, Go-nin no danshi) - Chapitre 2 : Opération voyeurs (ノゾキ大作戦, Nozoki dai sakusen) - Chapitre 3 : Soirée au clair de burnes (月の輝く夜に, Tsuki no Kagayaku Yoru ni) - Chapitre 4 : Crimes et châtiments (罪と罰, Tsumi to Batsu) - Chapitre 5 : Chasse aux trèfles (四つ葉と！, Yotsuba to!) - Chapitre 6 : À côté d'un nid de corbeaux (カラスの巣の横で, Karasu no Su no Yoko de) - Chapitre 7 : Pas de répit pour les pourris (荒れ地の5人, Arechi no Gonin) - Chapitre 8 : Dans la prison (刑務所の中, Keimusho no Naka)                                                                                      |                 |                   |                   |                   |
| 2 | 6 octobre 2011  | 978-4-06-382091-1 | 22 octobre 2014   | 978-2-302-04107-3 |
| Liste des chapitres : - Chapitre 9 : L'homme qui en savait trop (知りすぎていた男) - Chapitre 10 : Help ! (ヘルプ！) - Chapitre 11 : First Mission (ファースト・ミッション) - Chapitre 12 : Un secret sur le bout de la langue (彼女について私が知っている一つの事柄) - Chapitre 13 : Training Day (トレーニングデイ) - Chapitre 14 : Kiyoshi Return (キヨシ・リターン) - Chapitre 15 : Block Back Prison (ブロークバック・プリズン) - Chapitre 16 : Under World (アンダーワールド) - Chapitre 17 : Panic Room (パニックルーム) - Chapitre 18 : Soucis d'adulte (大人は判ってくれない)                                                                                            |                 |                   |                   |                   |
| 3 | 6 janvier 2012  | 978-4-06-382125-3 | 21 janvier 2015   | 978-2-302-04360-2 |
| Liste des chapitres : - Chapitre 19 : 3h10, l'heure du choix (3時10分、決断のとき) - Chapitre 20 : Pretty Woman (プリティ・ウーマン) - Chapitre 21 : Sacrifice (サクリファイス) - Chapitre 22 : Sunshine Cleaning (サンシャイン・クリーニング) - Chapitre 23 : Demain ne meurt jamais (トゥモロー・ネバー・ダイ) - Chapitre 24 : Midnight Express (ミッドナイト・エクスプレス) - Chapitre 25 : La grande évasion (THE GREAT ESCAPE) - Chapitre 26 : Get Away (ゲッタウェイ) - Chapitre 27 : Emmène-moi voir du sumo (私をスモーに連れてって) - Chapitre 28 : La déchéance d'un homme (人間失格)                                                                                   |                 |                   |                   |                   |
| 4 | 6 avril 2012    | 978-4-06-382159-8 | 22 avril 2015     | 978-2-302-04508-8 |
| Liste des chapitres : - Chapitre 29 : Le mépris (軽蔑) - Chapitre 30 : Le verdict (評決) - Chapitre 31 : Un cas pardonnable (許されざる者) - Chapitre 32 : La signature (サイン) - Chapitre 33 : Une rébellion justifiée (理由ある反抗) - Chapitre 34 : Opération (オペレーション) - Chapitre 35 : La belle vie (甘い生活) - Chapitre 36 : Le secret (秘密) - Chapitre 37 : Giants (ジャイアンツ) - Chapitre 38 : Inculte (ALI) |                 |                   |                   |                   |
| 5 | 6 juillet 2012  | 978-4-06-382195-6 | 1er juillet 2015  | 978-2-302-04609-2 |
| Liste des chapitres : - Chapitre 39 : Hana la revancharde (逆襲の花) - Chapitre 40 : L'attaque (激突！) - Chapitre 41 : Splash (スプラッシュ) - Chapitre 42 : La petite cuisine de la vice-présidente (副会長のおいしいレストラン) - Chapitre 43 : À la recherche du coupable (あの子を探して) - Chapitre 44 : La chevauchée fantastique (めぐり逢う大地) - Chapitre 45 : Long Goodbye (ロング・ グッドバイ) - Chapitre 46 : Comme bon te semble (勝手にしやがれ) - Chapitre 47 : Diary of the Dead (ダイアリー・オブ・ザ・デッド) - Chapitre 48 : Go |                 |                   |                   |                   |
| 6 | 6 novembre 2012 | 978-4-06-382224-3 | 21 octobre 2015   | 978-2-302-04705-1 |
| Liste des chapitres : - Chapitre 49 : Voice (ボイス) - Chapitre 50 : Unstoppable (アンストッパブル) - Chapitre 51 : Talk to her (卜ーク・トゥ・ハー) - Chapitre 52 : Révélations (告白) - Chapitre 53 : Limit (リミット) - Chapitre 54 : Cheers ! (チアーズ！) - Chapitre 55 : The Fool (ザ・フオール) - Chapitre 56 : War Road / Une promesse d'hommes (ウォーロード/ 男たちの誓い) - Chapitre 57 : Over the top (オーバー・ザ・小ップ) - Chapitre 58 : Mission : 10 minutes ! (ミッション：10ミニッツ) |                 |                   |                   |                   |
| 7 | 6 février 2013  | 978-4-06-382261-8 | 27 janvier 2016   | 978-2-302-04909-3 |
| Liste des chapitres : - Chapitre 59 : Des bras d'enfer (めまい) - Chapitre 60 : Full Metal Poilu (フルメタル・那毛) - Chapitre 61 : Fluide corporel (体液がいっぱい) - Chapitre 62 : Un dernier message (日本一切ない手紙) - Chapitre 63 : Le dernier repas du condamné (囚人達の晩餐会) - Chapitre 64 : Écrire, pour de meilleurs lendemains (明日に向かって書け！) - Chapitre 65 : Les marches de l'angoisse (死刑台のメロディ) - Chapitre 66 : Le retour de bâton (ペイチェック消された記憶) - Chapitre 67 : Cul ou pas cul, telle est la question (もしもお尻が選べたら) - Chapitre 68 : La nouvelle théorie de l'évolution (素晴らしき尻哉、人生！)                          |                 |                   |                   |                   |
| 8 | 2 mai 2013      | 978-4-06-382302-8 | 27 avril 2016     | 978-2-3020-4993-2 |
| Liste des chapitres : - Chapitre 69 : Adieu mon champignon (ェソンギ・ブロコビッチ) - Chapitre 70 : Training Day (トレーニング・デイ) - Chapitre 71 : Blood Diamond (ブラッド・ダイヤモンド) - Chapitre 72 : Une paire de ... ciseaux (シザー・ハンズ) - Chapitre 73 : Une stratégie au poil (ヌードの夜) - Chapitre 74 : In & Out (IN & OUT) - Chapitre 75 : Lèvres et poings (キスキス・バンバン) - Chapitre 76 : Bons baisers de Pussy (ロングキスグッドナイト) - Chapitre 77 : Guerre de position (センゴク自衛隊) - Chapitre 78 : Under the Foufounelight (月夜の出来事) |                 |                   |                   |                   |
| 9 | 5 juillet 2013  | 978-4-06-382320-2 | 6 juillet 2016    | 978-2-3020-5119-5 |
| Liste des chapitres : - Chapitre 79 : Dehors, de bon matin (退学の朝) - Chapitre 80 : Un héros en slip (その男、パンイチにつき) - Chapitre 81 : Le prix de la liberté (暴力＆脱獄) - Chapitre 82 : Les mécaniques de l'amour (恋のからさわぎ) - Chapitre 83 : Paradis et enfer (天国と地獄) - Chapitre 84 : Tempête d'amour et de haine (愛と憎悪の嵐) - Chapitre 85 : Taxi Driver - Chapitre 86 : L'heure de la revanche (復讐するは我にあり) - Chapitre 87 : Passage à savon... (マッドワックス) - Chapitre 88 : Le changement, c'est maintenant (女はそれを我慢できない) |                 |                   |                   |                   |
| 10 | 4 octobre 2013  | 978-4-06-382359-2 | 26 octobre 2016   | 978-2-3020-5396-0 |
| Liste des chapitres : - Chapitre 89 : L'instinct du prisonnier (囚人たちの予感) - Chapitre 90 : Craquage de slip (女たちの挽歌) - Chapitre 91 : La chanson interdite (生徒会長の歌が聞こえる) - Chapitre 92 : Des geôliers mal gaulés (Shall we 看守？) - Chapitre 93 : Plus qu'un simple jeu de rôles (すっかり‥‥その気で) - Chapitre 94 : Retour sur investissement (ペイ・フォワード) - Chapitre 95 : La traversée du temps (時をかける少女) - Chapitre 96 : Une élève qui a la classe (爆裂教室) - Chapitre 97 : Life is Beautiful (ライフ・イズ・ビューティフル) - Chapitre 98 : Woman of Steel (ウーマン・オブ・スティール)                                                 |                 |                   |                   |                   |
| 11 | 6 décembre 2013 | 978-4-06-382387-5 | 25 janvier 2017   | 978-2-3020-5632-9 |
| Liste des chapitres : - Chapitre 99 : Une chanson entêtante (耳に残るは君の歌声) - Chapitre 100 : Proposition indécente (誘う女) - Chapitre 101 : Une technique de drague parfaitement au poing (2番手のキス) - Chapitre 102 : La crevette de la discorde (愛と追憶のエビ) - Chapitre 103 : Le jardin secret (秘密の花園) - Chapitre 104 : Vol au dessus d'un nid de corbeaux (鴉たちの午後) - Chapitre 105 : Le cimetière des animaux (ペット・セメタリー) - Chapitre 106 : Black Monday (ブラック・マンデー) - Chapitre 107 : Mister Lonely (ミスター・ロンリー) - Chapitre 108 : Rien ne va plus (抱きしめたい)                                                                |                 |                   |                   |                   |
| 12 | 6 mars 2014     | 978-4-06-382432-2 | 19 avril 2017     | 978-2-3020-5984-9 |
| Liste des chapitres : - Chapitre 109 : Retour de bâton pour Kiyoshi (キヨシの帰還) - Chapitre 110 : Réparation de tuyau (告発の行方) - Chapitre 111 : Le don de soi (剣士の贈り物) - Chapitre 112 : The Queen - Chapitre 113 : Une étudiante qui ne demande qu'à apprendre (いま、会いに行きます) - Chapitre 114 : Chatte échaudée de craint plus l'eau froide (あの花の怒りをキヨシはまだ知らない) - Chapitre 115 : Donner sa langue au chat (彼女を見ればわかること) - Chapitre 116 : Un couple prit la main dans le froc... Euh, sac ! (ハンドドランク・ラブ) - Chapitre 117 : Grosse secousses en vue (大いなる胸部) - Chapitre 118 : l'Avaleuse de couleuvres (夢売るふたり) |                 |                   |                   |                   |
| 13 | 2 mai 2014      | 978-4-06-382461-2 | 5 juillet 2017    | 978-2-302-06225-2 |
| Liste des chapitres : - Chapitre 119 : Le malchanceux le plus chanceux du monde (世界で一番不運で幸せな少年) - Chapitre 120 : Kiss Ass (キッス・アス) - Chapitre 121 : Suce qui peut ! (エントラップメント) - Chapitre 122 : Chantage à la sex tape (悪い奴ほどよく笑う) - Chapitre 123 : Invictus - Chapitre 124 : Des seins et des hommes (悲しみの青春) - Chapitre 125 : l'Heure de vérité (真実の瞬間) - Chapitre 126 : Des garçons au bord de la falaise (崖っぷちの男たち) - Chapitre 127 : Innocent boys (イノセント・ボーイズ) - Chapitre 128 : Bouffe-moi si tu peux (キャッチ・ミー・イフ・ユー・キャン)                                                                |                 |                   |                   |                   |
| 14 | 6 août 2014     | 978-4-06-382499-5 | 25 octobre 2017   | 978-2-302-06409-6 |
| Liste des chapitres : - Chapitre 129 : l'Empire des sens (目撃者) - Chapitre 130 : Question de point de cul (バンテージ・ポイント) - Chapitre 131 : Quand le doute nous ha...bite (ライトスタッフ) - Chapitre 132 : Blanche fesse et les sept mains (スノーホワイト) - Chapitre 133 : Le doigt de la justice (正義のゆくえ) - Chapitre 134 : Prise au corps (渾身) - Chapitre 135 : All about my sister (オール・アバウト・マイ・シスター) - Chapitre 136 : Gold Finger (ゴールド・フィンガー) - Chapitre 137 : La fouille (プレステージ) - Chapitre 138 : Telle sœur... Telle sœur (ウーマン・オン・トップ)                                                                      |                 |                   |                   |                   |
| 15 | 6 novembre 2014 | 978-4-06-382525-1 | 24 janvier 2018   | 978-2-302-06544-4 |
| Liste des chapitres : - Chapitre 139 : Le bon, la bite et le truand (キヨシ会議) - Chapitre 140 : Y'a-t-il un pilote dans le caleçon ? (危険なささやき) - Chapitre 141 : Deux femmes et un homme (ふたりの女とひとりの男) - Chapitre 142 : La foufoune de Pandore (パンドラの箱) - Chapitre 143 : Dream to believe (ドリーム・トゥ・ビリーヴ) - Chapitre 144 : The Bird - Chapitre 145 : La main de dieu (第三の女) - Chapitre 146 : Le vaisseau du silence (沈黙の戦艦) - Chapitre 147 : La petite cachotière (男と女の不都合な真実) - Chapitre 148 : l'Obèse au bois dormant (眠れる森の野獣)                                                                                   |                 |                   |                   |                   |
| 16 | 6 mars 2015     | 978-4-06-382570-1 | 25 avril 2018     | 978-2-3020-6882-7 |
| Liste des chapitres : - Chapitre 149 : Urgent comme une envie de pisser (監獄のいちばん長い日) - Chapitre 150 : Le salut est dans la fuite (静かなる男) - Chapitre 151 : Demolition man (デモリションマン) - Chapitre 152 : Never Forget (きっと忘れない) - Chapitre 153 : Comme des bêtes (野獣が見た夢) - Chapitre 154 : Une punition aux petits oignons (ソウルフル・キッチン) - Chapitre 155 : Les Misérables (レ・ミゼラブル) - Chapitre 156 : Con...fessions intimes (誰がために) - Chapitre 157 : Règlement de compte (遠い空の向こうに) - Chapitre 158 : De vieux souvenirs (思い出の万里)                                                                                |                 |                   |                   |                   |
| 17 | 5 juin 2015     | 978-4-06-382643-2 | 4 juillet 2018    | 978-2-302-07002-8 |
| Liste des chapitres : - Chapitre 159 : La corde tendue (プライドと偏見) - Chapitre 160 : Au fond du trou (仄暗い箱の底から) - Chapitre 161 : Folle de toi (耳をすませば) - Chapitre 162 : Loin du cœur, près du cul (誰も知らない) - Chapitre 163 : Insextion (インセプション) - Chapitre 164 : Langue de vipère (スネーク・アイズ) - Chapitre 165 : Bombe à retardement (リーサル・ウェポン) - Chapitre 166 : Profonde gratitude (フルスロットル) - Chapitre 167 : Le cheval de truie (騎手物語) - Chapitre 168 : Pipeep show (マイ・ルーム) |                 |                   |                   |                   |
| 18 | 6 août 2015     | 978-4-06-382647-0 | 24 octobre 2018   | 978-2-302-07107-0 |
| Liste des chapitres : - Chapitre 169 : Bien en selle (馬上の人) - Chapitre 170 : L'Audition (オーディション) - Chapitre 171 : Le trou sombre (イントゥ・ダークネス) - Chapitre 172 : Sky fall (スカイ・フォール) - Chapitre 173 : Le baiser de Médusa (蛇女のキス) - Chapitre 174 : Majes..trique ! (マジェスティック) - Chapitre 175 : La naissance d'une star (スタア誕生) - Chapitre 176 : Cum & Cumber (リピーテッド) - Chapitre 177 : Mécanique des fluides (すべてが君に逢えたから) - Chapitre 178 : We are (not) alone (WE ARE (NOT) ALONE.) |                 |                   |                   |                   |
| 19 | 4 décembre 2015 | 978-4-06-382714-9 | 23 janvier 2019   | 978-2-302-07404-0 |
| Liste des chapitres : - Chapitre 179 : Une vie sans ombre (沈まぬ太陽) - Chapitre 180 : Pinamax (ブラ・ハンター) - Chapitre 181 : Instinct de survie (新起動：ジェニシス) - Chapitre 182 : L'étrange découverte de Shingo (シンゴの不思議な発見) - Chapitre 183 : Transmutation (チェンジリング) - Chapitre 184 : Les jeux olymtriques (アブノーマル・アクティビティ) - Chapitre 185 : Quand ça dépasse, ça dépasse (食い込んでも食い込んでも) - Chapitre 186 : Dis, tu veux être ma co... pine ? (フレンド・コネクション) - Chapitre 187 : Girls fight (ガールファイト) - Chapitre 188 : Le diable s'habille en tenue de tous les jours (私服を着た悪魔)                         |                 |                   |                   |                   |
| 20 | 4 mars 2016     | 978-4-06-382741-5 | 17 avril 2019     | 978-2-302-07572-6 |
| Liste des chapitres : - Chapitre 189 : La grande illusion (グラウンド・イリュージョン) - Chapitre 190 : Un mec vraiment culotté (パンツ・ラビリンス) - Chapitre 191 : Une forte attente (はかない期待) - Chapitre 192 : Les Maîtres du jeu (ゲームの達人) - Chapitre 193 : Boire, détruire, aimer (飲んで、被って、恋をして) - Chapitre 194 : Un besoin de pardon (許されざる者たち) - Chapitre 195 : Ô rage, ô désespoir (ものすごくかなしくて、ありえないほど辛い) - Chapitre 196 : Un cri du cul, euh, du cœur (心が叫びたがっているんだ) - Chapitre 197 : J'irai au bout de mes rêves (夢を諦めきれない男たち) - Chapitre 198 : Le réveil de la force (フォースの覚醒)        |                 |                   |                   |                   |
| 21 | 6 juin 2016     | 978-4-06-382804-7 | 3 juillet 2019    | 978-2-302-07675-4 |
| Liste des chapitres : - Chapitre 199 : Ant Boy (アントボーイ) - Chapitre 200 : L'homme au pissetolet d'or (黄金銃を持つ男) - Chapitre 201 : Le gros nounours (大熊物語) - Chapitre 202 : The Mask (マス) - Chapitre 203 : Le chemin de croix (ロンゲスト・スクールヤード) - Chapitre 204 : Une méthode dangereuse (危険なメソッド) - Chapitre 205 : À La limite de l'amour et de la mort (愛と死の間で) - Chapitre 206 : Rencontre du troisième type (未知との遭遇) - Chapitre 207 : Chienne de vie (ビッチ・パーフェクト) - Chapitre 208 : State of Shock (KIYOSHI'S) |                 |                   |                   |                   |
| 22 | 5 août 2016     | 978-4-06-382836-8 | 9 octobre 2019    | 978-2-302-07791-1 |
| Liste des chapitres : - Chapitre 209 : Le paradis n'attends pas (天国は待ってくれない) - Chapitre 210 : Cul pidon (愛の伝道師) - Chapitre 211 : Le fesse à fesse final (荒野の決闘) - Chapitre 212 : Combat de monstres (怪獣大戦争) - Chapitre 213 : Les lois de l'injure (悪口の法則) - Chapitre 214 : Le faiseur de miracles (奇跡を呼ぶ男) - Chapitre 215 : C'est toujours la taille qui compte (ブラガール) - Chapitre 216 : Une idol est parmi nous (ヘルプ！ 彼女はアイドル) - Chapitre 217 : La tour infernale (タワーリング・インフェルノ) - Chapitre 218 : Dernier souffle (ペイ・チェック)                                                                             |                 |                   |                   |                   |
| 23 | 4 novembre 2016 | 978-4-06-382872-6 | 15 janvier 2020   | 978-2-302-08060-7 |
| Liste des chapitres : - Chapitre 219 : Cache-cache (ハイアンドシーク) - Chapitre 220 : Escalier vers le paradis (天国への怪談) - Chapitre 221 : Imitation Game (イミテーション・ゲーム) - Chapitre 222 : All you need is autocollant (オール・ユー・ニード・イズ・シール) - Chapitre 223 : Gone Girl (ゴーン・ガール) - Chapitre 224 : Un cri d'amour venu des anges (天使にラブ・ソングを) - Chapitre 225 : La mémoire de l'amour (愛のメモリー) - Chapitre 226 : Une invitation venue du ciel (天空からの招待状) - Chapitre 227 : Entendez-vous ma chanson ? (裏生徒会長の歌が聞こえる) - Chapitre 228 : Une chanson pour tout recommencer (はじまりのうた)                     |                 |                   |                   |                   |
| 24 | 6 mars 2017     | 978-4-06-382960-0 | 17 juin 2020      | 978-2-302-08184-0 |
| Liste des chapitres : - Chapitre 229 : La revenante (レヴェナント:蘇りし者) - Chapitre 230 : Trouver chaussure à son goût (新しい靴を舐めなくちゃ) - Chapitre 231 : André NDR114 (アンドレーNDR114) - Chapitre 232 : Bête comme ses pieds (私が靴を気にするワケ) - Chapitre 233 : Cliffhanger (阿修羅のごとく) - Chapitre 234 : Souvenirs souvenirs (記憶探偵と鍵のかかった少女) - Chapitre 235 : Une histoire tirée par les cheveux (髪に選ばれし無敵の女) - Chapitre 236 : Les Héros (何者) - Chapitre 237 : Happy & Glorious (Happy&Glorious) - Chapitre 238 : Hana-Bi (HANA-BI)                                                                                               |                 |                   |                   |                   |
| 25 | 2 mai 2017      | 978-4-06-382965-5 | 16 septembre 2020 | 978-2-302-08339-4 |
| Liste des chapitres : - Chapitre 239 : Le silence des agneaux (羊たちの沈黙) - Chapitre 240 : La chute du faucon noir (ブラックホーク・ダウン) - Chapitre 241 : Le livreur de fleurs (花の郵便配達) - Chapitre 242 : Killing me softly (キリング・ミー・ソフトリー) - Chapitre 243 : Cry me a river (おもひでぽろぽろ) - Chapitre 244 : Le triquenard (愛を読むひと) - Chapitre 245 : Vivement le barbe... cul (栄光の焼き肉ロード) - Chapitre 246 : Metam Jouir Solid (ボックス！) - Chapitre 247 : Frotti-Frotta (女が投げる時) - Prison School VS Badass School (SPコラボ漫画「巨悪学園 VS. 監獄学園」, SP korabo manga 'kyoaku gakuen VS. Kangoku gakuen')                    |                 |                   |                   |                   |
| 26 | 4 août 2017     | 978-4-06-510091-2 | 29 décembre 2020  | 978-2-302-09052-1 |
| Liste des chapitres : - Chapitre 248 : Opération livraison de tarte aux poils (郵便配達は二度ハコを鳴らす) - Chapitre 249 : Comment te dire (長い言い訳) - Chapitre 250 : Pretty Hana (花いくさ) - Chapitre 251 : La princesse et l'urine du pardon (プリンセスと魔法のキス) - Chapitre 252 : Unis, toi et moi (君の縄。) - Chapitre 253 : Reverse (リバース) - Chapitre 254 : Montre-moi ton shiko (SiKO) - Chapitre 255 : Figure maternelle (母の残像) - Chapitre 256 : The Quiz Show (クイズ・ショウ) - Chapitre 257 : Les deux sœurs Kurihara (栗原家の姉妹) |                 |                   |                   |                   |
| 27 | 6 novembre 2017 | 978-4-06-510425-5 | 10 mars 2021      | 978-2-302-09308-9 |
| Liste des chapitres : - Chapitre 258 : C'est plus qu'un au-revoir (さよならの代わりに) - Chapitre 259 : Un magnifique samedi (素晴らしき土曜日) - Chapitre 260 : L'aéro porc (大空港) - Chapitre 261 : Pédale !!! (自転車泥棒) - Chapitre 262 : Jusque là tout va bien (きっと、うまくいく) - Chapitre 263 : This is it (THIS IS IT) - Chapitre 264 : REC (REC/レック) - Chapitre 265 : Tous à la flotte (幻の女) - Chapitre 266 : La surprise-partie (マゾの宅急便) - Chapitre 267 : La pluie de l'amour (愛の嵐) |                 |                   |                   |                   |
| 28 | 6 avril 2018    | 978-4-06-511266-3 | 23 juin 2021      | 978-2-302-09425-3 |
| Liste des chapitres : - Chapitre 268 : (インサイド・スカート) - Chapitre 269 : (ラン・メイコ・ラン) - Chapitre 270 : (あなたになら言える秘密のこと) - Chapitre 271 : The Theory of Everythins - Chapitre 272 : (水の旅人) - Chapitre 273 : (エンマ) - Chapitre 274 : (最後の審判) - Chapitre 275 : (娘よ) - Chapitre 276 : (わが青春に悔いなし) - Chapitre final : (俺たちに明日はない) |                 |                   |                   |                   |

### Édition japonaise
Kōdansha
1. 1 2  Tome 1
2. 1 2  Tome 2
3. 1 2  Tome 3
4. 1 2  Tome 4
5. 1 2  Tome 5
6. 1 2  Tome 6
7. 1 2  Tome 7
8. 1 2  Tome 8
9. 1 2  Tome 9
10. 1 2  Tome 10
11. 1 2  Tome 11
12. 1 2  Tome 12
13. 1 2  Tome 13
14. 1 2  Tome 14
15. 1 2  Tome 15
16. 1 2  Tome 16
17. 1 2  Tome 17
18. 1 2  Tome 18
19. 1 2  Tome 19
20. 1 2  Tome 20
21. 1 2  Tome 21
22. 1 2  Tome 22
23. 1 2  Tome 23
24. 1 2  Tome 24
25. 1 2  Tome 25
26. 1 2  Tome 26
27. 1 2  Tome 27
28. 1 2  Tome 28

### Édition française
Soleil Manga
1. 1 2  Tome 1
2. 1 2  Tome 2
3. 1 2  Tome 3
4. 1 2  Tome 4
5. 1 2  Tome 5
6. 1 2  Tome 6
7. 1 2  Tome 7
8. 1 2  Tome 8
9. 1 2  Tome 9
10. 1 2  Tome 10
11. 1 2  Tome 11
12. 1 2  Tome 12
13. 1 2  Tome 13
14. 1 2  Tome 14
15. 1 2  Tome 15
16. 1 2  Tome 16
17. 1 2  Tome 17
18. 1 2  Tome 18
19. 1 2  Tome 19
20. 1 2  Tome 20
21. 1 2  Tome 21
22. 1 2  Tome 22
23. 1 2  Tome 23
24. 1 2  Tome 24
25. 1 2  Tome 25
26. 1 2  Tome 26
27. 1 2  Tome 27
28. 1 2  Tome 28